# Chruszcziwka
Chruszcziwka (ukr. Хрущівка) – wieś na Ukrainie, w obwodzie czerkaskim, w rejonie złotonoskim, w hromadzie Zoriwka. W 2001 liczyła 736 mieszkańców, spośród których 721 wskazało jako ojczysty język ukraiński, a 15 rosyjski.